# Huelma
Huelma település Spanyolországban, Jaén tartományban. Huelma Noalejo, Cambil, Albanchez de Mágina, Bedmar y Garcíez, Bélmez de la Moraleda, Jódar, Cabra del Santo Cristo, Alamedilla, Guadahortuna és Montejícar községekkel határos. Lakosainak száma 5522 fő (2024).

## Népesség
A település népessége az elmúlt években az alábbi módon változott:
| Lakosok száma | 6054 | 6136 | 6221 | 6231 | 6162 | 6114 | 5950 | 5776 | 5615 | 5522 |
|               | 2001 | 2004 | 2007 | 2009 | 2012 | 2014 | 2017 | 2019 | 2022 | 2024 |